# Švedska hokejska reprezentanca
Švedska hokejska reprezentanca (vzdevek Tre kronor) je ena najboljših državnih reprezentanc na svetu, ki je osvojila dva naslova olimpijskih zmagovalcev, enajst naslovov svetovnih prvakov in tri naslove evropskih prvakov.

## Olimpijski nastopi
- 1920 - 4. mesto
- 1924 - 4. mesto
- 1928 - srebrna olimpijska medalja
- 1932 - ni sodelovala
- 1936 - delila 5. mesto
- 1948 - 4. mesto
- 1952 - bronasta olimpijska medalja
- 1956 - 4. mesto
- 1960 - 5. mesto
- 1964 - srebrna olimpijska medalja
- 1968 - 4. mesto
- 1972 - 4. mesto
- 1976 - ni sodelovala
- 1980 - bronasta olimpijska medalja
- 1984 - bronasta olimpijska medalja
- 1988 - bronasta olimpijska medalja
- 1992 - 5. mesto
- 1994 - zlata olimpijska medalja
- 1998 - delila 5. mesto
- 2002 - delila 5. mesto
- 2006 - zlata olimpijska medalja

## Kanadski pokal
- 1976 - 4. mesto
- 1981 - 5. mesto
- 1984 - 2. mesto
- 1987 - delila 3. mesto
- 1991 - delila 3. mesto

## Svetovni pokal
- 1996 - izpadla v polfinalu
- 2004 - izpadla v četrtfinalu

## Evropsko prvenstvo
- 1910 - ni sodelovala
- 1911 - ni sodelovala
- 1912 - ni sodelovala
- 1913 - ni sodelovala
- 1914 - ni sodelovala
- 1921 - zlata medalja
- 1922 - srebrna medalja
- 1923 - zlata medalja
- 1924 - srebrna medalja
- 1925 - ni sodelovala
- 1926 - ni sodelovala
- 1927 - ni sodelovala
- 1929 - ni sodelovala
- 1932 - zlata medalja

## Svetovno prvenstvo
| - 1930 - ni sodelovala - 1931 - 6. mesto - 1933 - ni sodelovala - 1934 - ni sodelovala - 1935 - 5. mesto - 1937 - delila 10. mesto - 1938 - 5. mesto - 1939 - ni sodelovala - 1947 - srebrna medalja - 1949 - 4. mesto - 1950 - 5. mesto - 1951 - srebrna medalja - 1953 - zlata medalja - 1954 - bronasta medalja - 1955 - 5. mesto - 1957 - zlata medalja - 1958 - bronasta medalja - 1959 - 5. mesto - 1961 - 4. mesto - 1962 - zlata medalja - 1963 - srebrna medalja - 1965 - bronasta medalja | - 1966 - 4. mesto - 1967 - srebrna medalja - 1969 - srebrna medalja - 1970 - srebrna medalja - 1971 - bronasta medalja - 1972 - bronasta medalja - 1973 - srebrna medalja - 1974 - bronasta medalja - 1975 - bronasta medalja - 1976 - bronasta medalja - 1977 - srebrna medalja - 1978 - 4. mesto - 1979 - bronasta medalja - 1981 - srebrna medalja - 1982 - 4. mesto - 1983 - 4. mesto - 1985 - 6. mesto - 1986 - srebrna medalja - 1987 - zlata medalja - 1989 - 4. mesto - 1990 - srebrna medalja - 1991 - zlata medalja | - 1992 - zlata medalja - 1993 - srebrna medalja - 1994 - bronasta medalja - 1995 - srebrna medalja - 1996 - 6. mesto - 1997 - srebrna medalja - 1998 - zlata medalja - 1999 - bronasta medalja - 2000 - 7. mesto - 2001 - bronasta medalja - 2002 - bronasta medalja - 2003 - srebrna medalja - 2004 - srebrna medalja - 2005 - 4. mesto - 2006 - zlata medalja - 2007 - 4. mesto - 2008 - 4. mesto - 2009 - bronasta medalja - 2010 - bronasta medalja - 2011 - srebrna medalja |

## Znameniti reprezentanti
| - Thommy Abrahamsson - Christer Abrahamsson - Daniel Alfredsson - Anders Andersson - Niklas Andersson - Åke Andersson - Bo Berglund - Charles Berglund - Jonas Bergqvist - Lars Björn - Gert Blomé - Göte Blomqvist - Sigurd Bröms - Erik Burman - Nicklas Bäckström - Anders Carlsson - Andreas Dackell - Ulf Dahlén - Johan Davidsson - Rolf Edberg - Per-Erik Eklund - Anders Eldebrink - Peter Forsberg - Bengt-Åke Gustafsson - Inge Hammarström - Leif Henriksson - Leif Holmqvist - Johan Holmqvist - Tomas Holmström - Lennart Häggroth - Per-Olov Härdin - Niclas Hävelid - Göran Högosta - Calle Johansson - Erik Johansson | - Gustaf Johansson - Gösta Johansson - Magnus Johansson - Mikael Johansson - Nils Johansson (rojen 1905) - Nils Johansson (rojen 1938) - Tomas Jonsson - Jörgen Jönsson - Kenny Jönsson - Nicklas Kronwall - Jan Larsson - Nicklas Lidström - Hans Lindberg - Pelle Lindbergh - Peter Lindmark - Stefan Liv - Håkan Loob - Henrik Lundqvist - Tord Lundström - Einar Lundell - Lars-Eric Lundvall - William Löfqvist - Hans Mild - Fredrik Modin - Nils Molander - Ove Molin - Eilert Määttä - Kent Nilsson - Nisse Nilsson - Ulf Nilsson - Bert-Ola Nordlander - Michael Nylander - Markus Näslund - Mats Näslund - Carl-Göran Öberg | - Hans Öberg - Mattias Öhlund - Uno Öhrlund - Stig Östling - Björn Palmqvist - Ronald Pettersson - Mikael Renberg - Thomas Rundqvist - Rolf Ridderwall - Börje Salming - Tommy Salo - Tommy Samuelsson - Tomas Sandström - Daniel Sedin - Henrik Sedin - Lars-Erik Sjöberg - Tommy Sjödin - Thomas Steen - Ulf Sterner - Roland Stoltz - Mats Sundin - Niklas Sundström - Patrik Sundström - Hans Svedberg - Lennart Svedberg - Einar Svensson - Kjell Svensson - Håkan Södergren - Dan Söderström - Mikael Tellqvist - Sven Thunman - Sven Tumba Johansson - Mats Waltin - Håkan Wickberg - Henrik Zetterberg |